# Stegsvig
 Denne artikel omhandler Stegsvig i Sydslesvig. Opslagsordet har også en anden betydning, se Stegsvig (Als).
Stegsvig, Steksvig (dansk) eller Stexwig (tysk) er navnet på en bugt og en landsby beliggende midtvejs mellem Farup og Borgvedel ved en indsnævring af Slien (Stegsvig snævring) overfor den naturfredede halvø Rejsholm i Sydslesvig. Lidt syd for Stegsvig ligger Stegsvigmark (Stexwigfeld). Administrativt hører Stegsvig under Borgvedel kommune i Slesvig-Flensborg kreds i den nordtyske delstat Slesvig-Holsten. I kirkelig henseende hører landsbyen til Haddeby Sogn. Sognet lå i Arns Herred (Gottorp Amt, Sønderjylland), da området tilhørte Danmark.
Stegsvig er første gang nævnt 1412. Stednavnet er sammensat med steg (oldnordisk stikill) af stege for pæl, stolpe, stang og -vig. Landsbyen hørte i den danske tid under Sct. Hans Kloster i Slesvig-Holmen. Inden indlemmelsen i Borgvedel i 1938 var Stegsvig en selvstændig kommune.

## Stegsvig Snævring
Den omtrent 280 meter brede snævring mellem Rejsholm og Stegsvig (på tysk Stexwiger Enge) er et af Sliens smalleste steder og danner grænsen mellem Sliens to bredninger. Den Store Bredning strækker sig fra Stegsvig mod øst mod Mysunde. Den Lille Bredning omfatter den indre Sli mod vest mod byen Slesvig.
Lige overfor Stegsvig lå i vikingetiden et sø-spærreværk (Slispærringen) som del af forsvarsanlægget Dannevirke. Formålet var at sikre det strategiske overgangssted mellem Stegsvig og Rejsholm.